# Guilherme Hugo de Baux

Brasão com as Armas da Casa de Baux.

Guilherme Hugo de Baux (1050 - 1110) foi visconde de Baux

## Relações familiares
Foi filho de Hugo de Baux e de Inauris de Apt. Casou com Vierne de quem teve:
1. Raimundo I de Baux (1110 -?), visconde de Baux casou com Estefânia de Barcelona filha de Raimundo Berengário III (1082 - 1131) e de Almodis de Mortain